# Alikdjuak Island
Alikdjuak Island är en ö i Kanada.   Den ligger i territoriet Nunavut, i den östra delen av landet, 2 600 km norr om huvudstaden Ottawa. Arean är 25,1 kvadratkilometer.
Terrängen på Alikdjuak Island är kuperad. Öns högsta punkt är 563 meter över havet. Den sträcker sig 5,7 kilometer i nord-sydlig riktning, och 6,6 kilometer i öst-västlig riktning.
Trakten runt Alikdjuak Island består i huvudsak av gräsmarker. Trakten runt Alikdjuak Island är nära nog obefolkad, med mindre än två invånare per kvadratkilometer.